# لیسا اسپوناور
لیسا اسپوناور (انگلیسی: Lisa Spoonauer; ۱۶ دسامبر ۱۹۷۲ – ۲۰ مهٔ ۲۰۱۷) هنرپیشه اهل ایالات متحده آمریکا بود.
از فیلم‌ها یا برنامه‌های تلویزیونی که وی در آن نقش داشته‌است می‌توان به فروشنده‌ها اشاره کرد.